# Теверола
Теверола (італ. Teverola) — муніципалітет в Італії, у регіоні Кампанія,  провінція Казерта.
Теверола розташована на відстані близько 180 км на південний схід від Рима, 19 км на північ від Неаполя, 13 км на південний захід від Казерти.
Населення — 14 187 осіб (2014).
Покровитель — San Giovanni evangelista.

## Демографія
Населення за роками:

Станом на 1 січня 2023 року в муніципалітеті офіційно проживало 460 іноземців з 33 країн, серед них 88 громадян країн Євросоюзу та 131 громадянин України.

## Сусідні муніципалітети
- Аверса
- Каринаро
- Казалуче
- Санта-Марія-Капуа-Ветере
- Марчанізе